# Red Garter

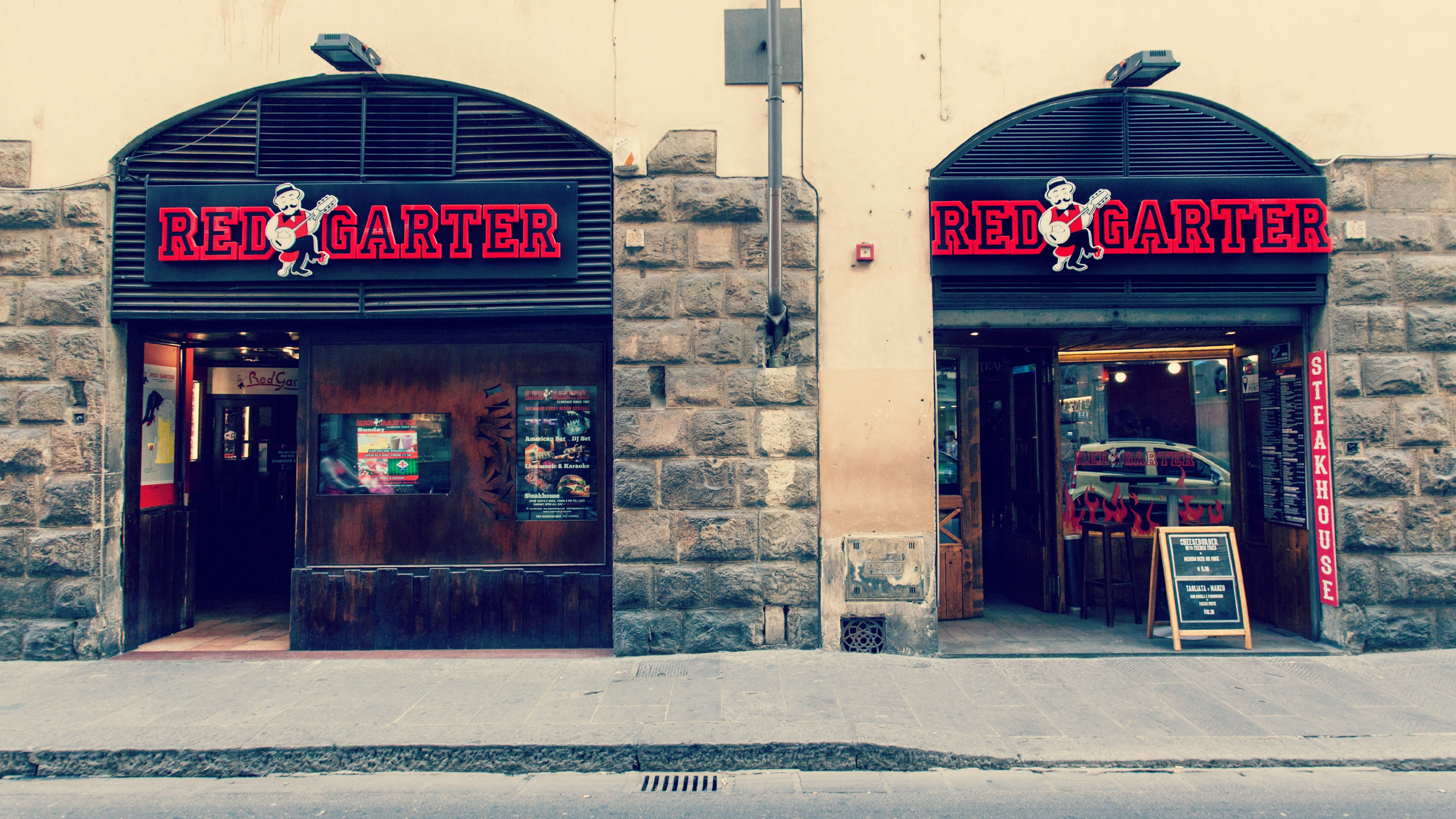
L'ingresso del locale

Il Red Garter è un locale storico di Firenze, situato in via de' Benci 33 e 35r, nel centro storico della città, vicino a Piazza Santa Croce. È stato uno dei primi american bar in Italia.

## Storia
Fondato il 23 maggio 1962 da un americano di nome John Francis "Jack" Correa, nacque sul modello di una serie di locali già presenti negli Stati Uniti, e chiamati appunto “Red Garter”, nati alla fine dell'Ottocento come saloon di ristoro per cercatori d'oro e mercanti, e con una giarrettiera rossa (traduzione di red garter) come logo caratterizzante.
Nel corso degli anni è andato gradualmente rinnovandosi e modificandosi, anche in occasione dell'alluvione del 4 novembre 1966, dove l'acqua del fiume Arno invase completamente il locale causando danni ingenti. È stato ristrutturato più volte, allargato rispetto alle dimensioni originali (oggi conta al suo interno anche un ristorante) ma conserva ancora alcuni elementi originali: il lungo bar all'entrata, l'arredamento e la sala dedicata alla musica dal vivo e al karaoke.
A partire dagli anni settanta, alle banjo band si aggiunsero anche complessi musicali, e col tempo anche il karaoke e le jam session. Dal 1962 ad oggi sul suo palco si sono esibiti vari artisti tra cui: Eddie Davis, John Denver, Flavio Cucchi, Tony Sydney dei Perigeo, Franco Falsini (poi leader dei Sensations' Fix), la band fiorentina Street Clerks e l'attore Lorenzo Baglioni.

Nel 2001 grazie ad un ampliamento del locale è stata aperta al suo interno la Red Garter Steakhouse, un ristorante ispirato ai diner statunitensi. Il 23 maggio 2012 il Red Garter ha compiuto 50 anni con un evento aperto alla città, a cui hanno partecipato personalità tra cui l'allora sindaco di Firenze Matteo Renzi e l'attore Carlo Monni. Sempre nell'anno del 50º dalla sua fondazione ha organizzato il 30 aprile 2012 il concerto di Edoardo Bennato in piazza Giuseppe Poggi a Firenze. Nel luglio del 2017, il Red Garter arriva in Spagna aprendo un secondo locale nella città di Barcellona.

Red Garter e la banjo band nel 1962
Via de' Benci durante l'alluvione del 1966